# Coupe d'Europe des nations de football 1960
Navigation
Espagne 1964
La Coupe d'Europe des nations de football 1960 est la première édition de la compétition organisée par l'UEFA entre les sélections nationales masculines européennes de football, qui a lieu tous les quatre ans et qui a été renommée en 1968 Championnat d'Europe des nations de football.
Le tournoi final a lieu en France du 6 au 10 juillet 1960. La première Coupe d'Europe des nations est remportée par l'URSS, qui bat la Yougoslavie 2-1 après prolongation en finale au Parc des Princes à Paris. La Tchécoslovaquie complète le podium en battant la France 2-0 lors du match pour la troisième place à Marseille.

## Organisation
En 1957, lors d’un congrès de l’UEFA, la proposition de créer une Coupe d’Europe des nations est soumise au vote. Les associations britanniques s’abstiennent, rejointes dans l’opposition par l’Allemagne de l’Ouest, l'Italie, les Pays-Bas et quatre autres pays, mais la majorité des membres approuve la motion, lançant l’épreuve, à laquelle participent 17 nations. Henri Delaunay, à l’origine du projet, est mort en 1955 et ne voit pas la concrétisation de ses efforts, mais le trophée porte son nom.
La première Coupe d’Europe des nations se dispute sous la forme d’une compétition à élimination directe, avec des matchs aller-retour à partir d’un tour préliminaire, réduit à une seule rencontre entre l’Irlande et la Tchécoslovaquie en raison du faible nombre d’inscrits, puis des huitièmes et quarts de finale. Parmi les quatre demi-finalistes issus de cette première phase, un seul est choisi pour accueillir le tournoi final, qui comprend les demi-finales, le match pour la troisième place et la finale, tous disputés en un seul match.
Il avait été convenu en 1959 qu’en cas de qualification de l’Espagne face à l’URSS, le tournoi final se tiendrait en Espagne, à Barcelone et à Madrid, afin de profiter de stades de plus de 100 000 places et de recettes importantes. En cas d’élimination espagnole, la France, à l’origine de la création de l’épreuve et dont la Fédération avait offert le trophée Henri Delaunay en mémoire de son ancien secrétaire général, se porterait candidate à l’organisation.
Le forfait de l’Espagne, imposé par des considérations politiques, conduit finalement la Fédération française de football à assumer l’organisation. Les modalités du tournoi sont étudiées lors de la réunion du bureau fédéral du 3 juin 1960. Les demi-finales se jouent à Paris et à Marseille. Les dates prévues sont le 6 juillet pour les demi-finales, le 9 juillet pour le match de classement à Marseille et le 10 juillet pour la finale à Paris.

## Éliminatoires

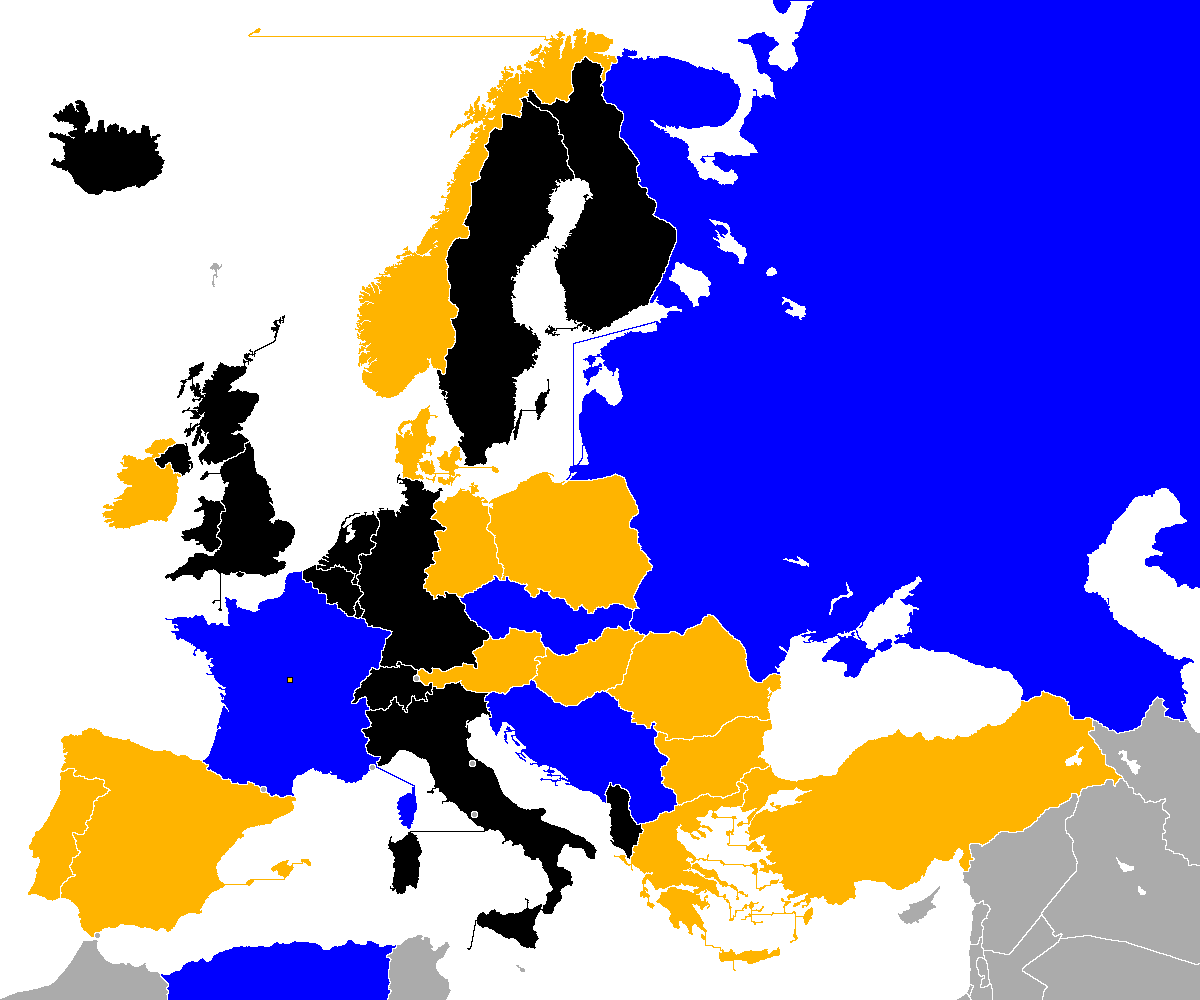
Qualifié pour la phase finale
Non qualifié pour la phase finale
Non participant

Le tirage au sort des éliminatoires a lieu le vendredi 6 juin 1958 à Stockholm. Il détermine les huit rencontres des huitièmes de finale ainsi qu’un match préliminaire, opposant l’Irlande et la Tchécoslovaquie, afin de ramener de dix-sept à seize le nombre d’équipes en lice.
Le premier match officiel de la compétition se joue le 29 septembre 1958 au stade Lénine de Moscou devant 100 572 spectateurs. L’URSS s’impose 3-1 face à la Hongrie, Anatoli Iline inscrivant le premier but après seulement quatre minutes. Sur l’ensemble des deux rencontres, les Soviétiques l’emportent 4-1.
L'Espagne, pays à l’époque sous la dictature de Franco, refuse pour son quart de finale de se rendre en Union soviétique, principal soutien de la Seconde République lors de la Guerre civile espagnole. Quelques jours avant le match, la Fédération espagnole de football annule les réservations de vol et d’hôtels prévues pour le quart de finale aller de la Coupe d’Europe contre l’URSS, programmé à Moscou le 29 mai 1960. Cette décision, prise par le gouvernement franquiste, met fin de facto à la confrontation aller et au match retour prévu à Madrid le 9 juin. L’UEFA propose alors d’organiser la rencontre sur terrain neutre, mais cette solution est refusée par les Soviétiques. Le forfait de l’Espagne offre aux Soviétiques une qualification directe pour la phase finale et prive plus de 100 000 spectateurs du stade Lénine de la rencontre prévue. L'UEFA attribue à l’URSS deux victoires sur tapis vert par 3-0, score réglementaire appliqué en cas de forfait, soit un total de 6-0 sur l’ensemble des deux rencontres.

### Tableau de la phase éliminatoire
|  | Huitièmes de finale | Huitièmes de finale | Huitièmes de finale | Huitièmes de finale |                  |                  | Quarts de finale | Quarts de finale | Quarts de finale | Quarts de finale |
|  |                     |                     |                     |                     |                  |                  |                  |                  |                  |                  |
|  |                     |                     |                     |                     |                  |                  |                  |                  |                  |                  |
|  | Union soviétique    | Union soviétique    | 3                   | 1                   |                  |                  |                  |                  |                  |                  |
|  | Union soviétique    | Union soviétique    | 3                   | 1                   |                  |                  |                  |                  |                  |                  |
|  | Hongrie             | Hongrie             | 1                   | 0                   |                  |                  |                  |                  |                  |                  |
|  | Hongrie             | Hongrie             | 1                   | 0                   | Union soviétique | Union soviétique | 3                | 3                |                  |                  |
|  |                     |                     |                     |                     | Union soviétique | Union soviétique | 3                | 3                |                  |                  |
|  |                     |                     | Espagne             | Espagne             | 0                | 0                |                  |                  |                  |                  |
|  | Pologne             | Pologne             | Espagne             | Espagne             | 0                | 0                | 2                | 0                |                  |                  |
|  | Pologne             | Pologne             |                     |                     |                  |                  |                  | 0                |                  |                  |
|  | Espagne             | Espagne             | 4                   | 3                   |                  |                  |                  |                  |                  |                  |
|  | Espagne             | Espagne             | 4                   | 3                   |                  |                  |                  |                  |                  |                  |

|  |                 |                 |                 |                 |          |          |   |   |  |  |
|  |                 |                 |                 |                 |          |          |   |   |  |  |
|  | Roumanie        | Roumanie        | 3               | 0               |          |          |   |   |  |  |
|  | Roumanie        | Roumanie        | 3               | 0               |          |          |   |   |  |  |
|  | Turquie         | Turquie         | 0               | 2               |          |          |   |   |  |  |
|  | Turquie         | Turquie         | 0               | 2               | Roumanie | Roumanie | 0 | 0 |  |  |
|  |                 |                 |                 |                 | Roumanie | Roumanie | 0 | 0 |  |  |
|  |                 |                 | Tchécoslovaquie | Tchécoslovaquie | 2        | 3        |   |   |  |  |
|  | Danemark        | Danemark        | Tchécoslovaquie | Tchécoslovaquie | 2        | 3        | 2 | 1 |  |  |
|  | Danemark        | Danemark        |                 |                 |          |          |   | 1 |  |  |
|  | Tchécoslovaquie | Tchécoslovaquie | 2               | 5               |          |          |   |   |  |  |
|  | Tchécoslovaquie | Tchécoslovaquie | 2               | 5               |          |          |   |   |  |  |

|  |                    |                    |             |             |          |          |   |   |  |  |
|  |                    |                    |             |             |          |          |   |   |  |  |
|  | Allemagne de l'Est | Allemagne de l'Est | 0           | 2           |          |          |   |   |  |  |
|  | Allemagne de l'Est | Allemagne de l'Est | 0           | 2           |          |          |   |   |  |  |
|  | Portugal           | Portugal           | 2           | 3           |          |          |   |   |  |  |
|  | Portugal           | Portugal           | 2           | 3           | Portugal | Portugal | 2 | 1 |  |  |
|  |                    |                    |             |             | Portugal | Portugal | 2 | 1 |  |  |
|  |                    |                    | Yougoslavie | Yougoslavie | 1        | 5        |   |   |  |  |
|  | Yougoslavie        | Yougoslavie        | Yougoslavie | Yougoslavie | 1        | 5        | 2 | 1 |  |  |
|  | Yougoslavie        | Yougoslavie        |             |             |          |          |   | 1 |  |  |
|  | Bulgarie           | Bulgarie           | 0           | 1           |          |          |   |   |  |  |
|  | Bulgarie           | Bulgarie           | 0           | 1           |          |          |   |   |  |  |

|  |          |          |          |          |        |        |   |   |  |  |
|  |          |          |          |          |        |        |   |   |  |  |
|  | France   | France   | 7        | 1        |        |        |   |   |  |  |
|  | France   | France   | 7        | 1        |        |        |   |   |  |  |
|  | Grèce    | Grèce    | 1        | 1        |        |        |   |   |  |  |
|  | Grèce    | Grèce    | 1        | 1        | France | France | 5 | 4 |  |  |
|  |          |          |          |          | France | France | 5 | 4 |  |  |
|  |          |          | Autriche | Autriche | 2      | 2      |   |   |  |  |
|  | Norvège  | Norvège  | Autriche | Autriche | 2      | 2      | 0 | 2 |  |  |
|  | Norvège  | Norvège  |          |          |        |        |   | 2 |  |  |
|  | Autriche | Autriche | 1        | 5        |        |        |   |   |  |  |
|  | Autriche | Autriche | 1        | 5        |        |        |   |   |  |  |

## Tournoi final

### Équipes qualifiées

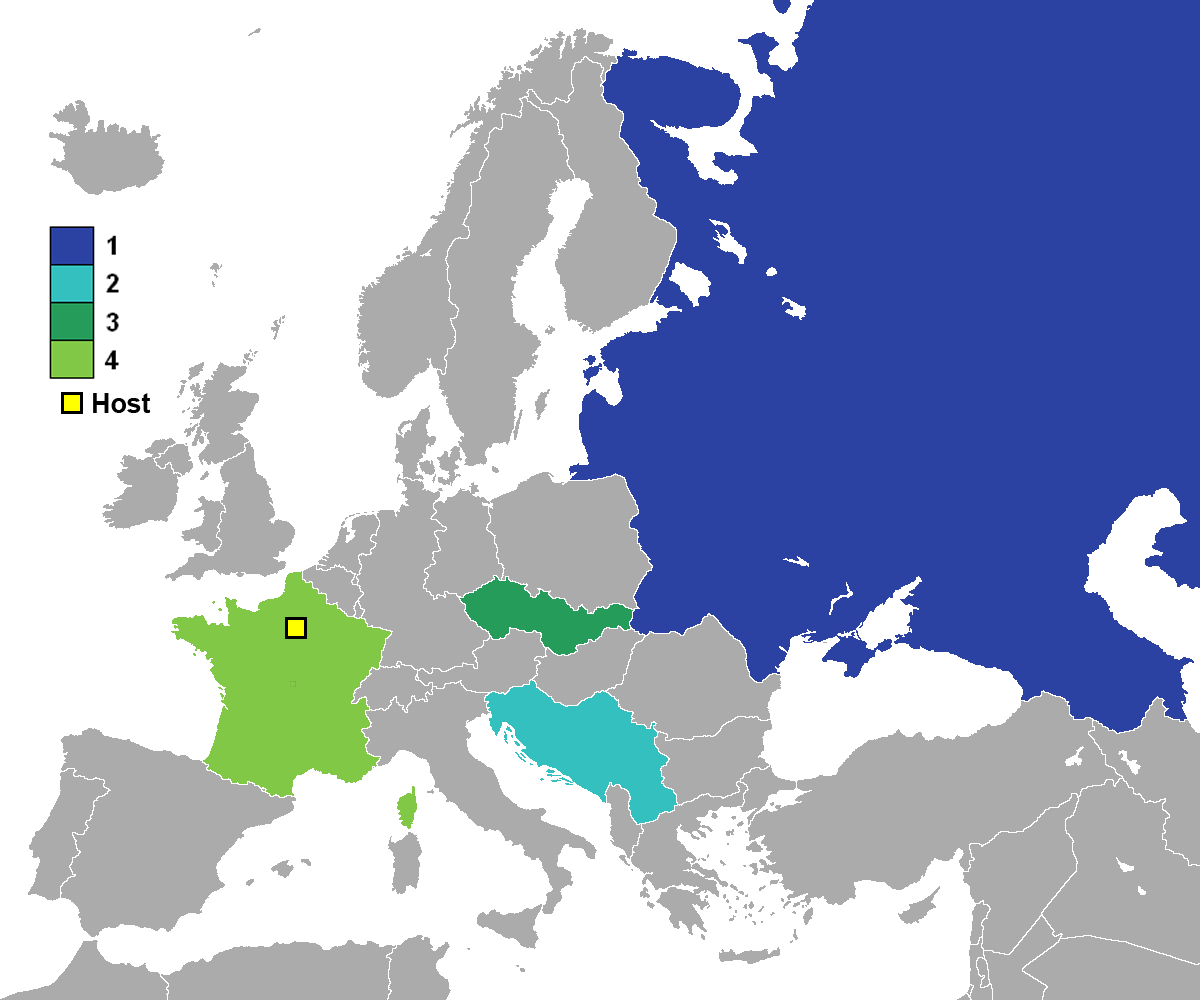
Les quatre nations qualifiées pour la phase finale et leurs positions finales.

Les quatre demi-finalistes en lice pour le titre sont la France, désignée pays hôte, la Yougoslavie, l'Union soviétique et la Tchécoslovaquie.
La France, seule représentante du football occidental lors de la phase finale de la Coupe d’Europe des nations 1960, aborde la compétition dans un contexte défavorable. La date du tournoi désavantage ses joueurs, déjà éprouvés par une longue saison et par des compétitions d'après saison telles que le Tournoi de Paris, des tournées à l’étranger ou la Coupe de l’Amitié. Plusieurs cadres de la génération 1958 manquent à l’appel, notamment Raymond Kopa et Just Fontaine, encore convalescent. Les tensions persistantes entre la Fédération française de football et la Ligue professionnelle compliquent la préparation, les clubs ne facilitant pas toujours la mise à disposition des internationaux. Les Tricolores effectuent un stage au domaine du Lys-Chantilly avant d’affronter la Yougoslavie en demi-finale au Parc des Princes.
L’Union soviétique se présente comme l’une des favorites, forte de sa victoire olympique à Melbourne en 1956 et de son quart de finale lors de la Coupe du monde 1958. Bien que son style de jeu n’ait pas fondamentalement changé depuis ce dernier tournoi, un rajeunissement de l’effectif a rendu l’équipe plus dangereuse. L’équipe conserve un style de jeu basé sur un marquage individuel strict et un pressing intense, soutenus par une condition physique irréprochable. Valentin Ivanov, attaquant décisif, et le gardien Lev Yachine, réputé quasi invincible, incarnent ses principaux atouts. Elle affronte la Tchécoslovaquie en demi-finale à Marseille, après y avoir séjourné plus de huit jours.
La Tchécoslovaquie, emmenée par Josef Masopust, futur Ballon d’or 1962, est réputée pour sa technique et son organisation. Profitant également d’une saison domestique plus courte, elle prépare sa demi-finale face à l’URSS en disputant un match amical contre une sélection de Provence.
La Yougoslavie aligne une formation jeune et prometteuse, avec une moyenne d’âge de 22 ans. Elle est une véritable bête noire pour la France, qui ne l’a battue qu’une seule fois en onze ans, pour trois matchs nuls et quatre défaites. L’équipe arrive à Paris en bonne condition physique après un stage préparatoire de près de trois semaines.

### Stades
| Paris                     | Marseille                 |
| ------------------------- | ------------------------- |
| Parc des Princes          | Stade Vélodrome           |
| Capacité* : 40 000 places | Capacité* : 50 000 places |
|                           |                           |

* Capacité effective au moment de la compétition

### Tableau final
|  | Demi-finales         | Demi-finales         |                  |      | Finale            | Finale            |
|  | Demi-finales         | Demi-finales         |                  |      | Finale            | Finale            |
|  |                      |                      |                  |      |                   |                   |
|  | 6 juillet, Marseille | 6 juillet, Marseille |                  |      | 10 juillet, Paris | 10 juillet, Paris |
|  | 6 juillet, Marseille | 6 juillet, Marseille |                  |      | 10 juillet, Paris | 10 juillet, Paris |
|  | Union soviétique     | 3                    |                  |      | 10 juillet, Paris | 10 juillet, Paris |
|  | Union soviétique     | 3                    |                  |      | 10 juillet, Paris | 10 juillet, Paris |
|  | Tchécoslovaquie      | 0                    |                  |      | 10 juillet, Paris | 10 juillet, Paris |
|  | Tchécoslovaquie      | 0                    | Union soviétique | 2 ap |                   |                   |
|  | 6 juillet, Paris     |                      | Union soviétique | 2 ap |                   |                   |
|  |                      | Yougoslavie          | 1                |      |                   |                   |
|  | Yougoslavie          | Yougoslavie          | 1                | 5    |                   |                   |
|  | Yougoslavie          |                      |                  | 5    |                   |                   |
|  | France               | 4                    |                  |      |                   |                   |
|  | France               | 4                    | 3e place         |      |                   |                   |
|  |                      |                      |                  |      |                   |                   |
|  | 9 juillet, Marseille |                      |                  |      |                   |                   |
|  |                      |                      |                  |      |                   |                   |
|  | Tchécoslovaquie      | 2                    |                  |      |                   |                   |
|  | Tchécoslovaquie      | 2                    |                  |      |                   |                   |
|  | France               | 0                    |                  |      |                   |                   |
|  | France               | 0                    |                  |      |                   |                   |

### Demi-finales
Après s'être qualifiée sans encombre pour le tournoi final, l'équipe de France doit se passer de joueurs importants pour affronter les jeunes Yougoslaves. Les Français parviennent tout de même à mener 2-1 puis 4-2 jusqu'à la 75e minute de jeu. La Yougoslavie renverse alors la situation par l'intermédiaire de Tomislav Knez et Dražan Jerković. En l'espace de seulement quatre minutes, ils portent le score à 5-4 pour la Yougoslavie face à une défense et à un gardien français Georges Lamia, devenus fébriles.
| Sélectionneur : |
| A. Batteux      |

| Sélectionneur :                      |
| A. Tirnanic, L. Lovrić et D. Nikolić |

| Sélectionneur : |
| A. Batteux      |

| Sélectionneur :                      |
| A. Tirnanic, L. Lovrić et D. Nikolić |

La Tchécoslovaquie compte dans ses rangs plusieurs joueurs de grande qualité, dont le défenseur Ladislav Novák, Ján Popluhár et le milieu Josef Masopust, réputé pour son endurance remarquable. Incapable toutefois de développer son jeu face à une formation soviétique très athlétique, elle s’incline logiquement. L’URSS se qualifie ainsi pour la finale, affirmant son statut de favorite en inscrivant trois buts tout en préservant les cages de Lev Yachine inviolées.
| Sélectionneur : |
| R. Vytlacil     |

| Sélectionneur : |
| G. Kachalin     |

| Sélectionneur : |
| R. Vytlacil     |

| Sélectionneur : |
| G. Kachalin     |

### Match pour la3eplace
La Tchécoslovaquie, finaliste de la Coupe du monde deux ans plus tard, arrache la troisième place lors de la première Coupe d'Europe de football contre le pays hôte. Les Tricolores, dépassés dans la plupart des compartiments du jeu, ne parviennent pas à réagir après l’ouverture du score tchécoslovaque et concèdent un deuxième but en fin de match. Ils s’inclinent finalement sous les sifflets du public marseillais, concluant leur parcours à domicile sur une prestation décevante.
| Sélectionneur : |
| R. Vytlacil     |

| Sélectionneur : |
| A. Batteux      |

| Sélectionneur : |
| R. Vytlacil     |

| Sélectionneur : |
| A. Batteux      |

### Finale
L’URSS, en pleine heure de gloire et portée par une génération dorée, remporte la première Coupe d’Europe quatre ans après avoir décroché l’or olympique à Melbourne en battant déjà la Yougoslavie en finale. Disputée au Parc des Princes, la finale oppose une équipe soviétique solide et expérimentée (27 ans de moyenne d’âge) aux jeunes Yougoslaves (22 ans de moyenne d’âge). Le duel, marqué notamment par l’opposition entre l’avant-centre yougoslave Galić et le célèbre gardien Lev Yachine, tient ses promesses. L’expérience des Soviétiques finit par avoir raison de l’enthousiasme yougoslave et l’URSS s’impose 2-1 après prolongation, remportant ainsi la première édition de la compétition,. À leur retour à Moscou, plus de 100 000 personnes les acclamèrent lors d’une parade triomphale organisée au stade Lénine.
| Union soviétique · |  |
| Titulaires : |  |
| |  |
| Lev Yachine Givi Chokheli Anatoli Maslyonkin Anatoly Krutikov Yuri Voinov Igor Netto Slava Metreveli Valentin Ivanov Viktor Ponedelnik Valentin Bubukin Mikhaïl Meskhi |  |
| Sélectionneur : |  |
| G. Kachalin |  |

| Yougoslavie · |  |
| Titulaires : |  |
| |  |
| Blagoja Vidinić Vladimir Durković Fahrudin Jusufi Ante Žanetić Jovan Miladinović Željko Perušić Željko Matuš Dražan Jerković Milan Galić Dragoslav Šekularac Bora Kostić |  |
| Sélectionneur : |  |
| A. Tirnanić, L. Lovrić et D. Nikolić |  |

| Union soviétique · |  |
| Titulaires : |  |
| |  |
| Lev Yachine Givi Chokheli Anatoli Maslyonkin Anatoly Krutikov Yuri Voinov Igor Netto Slava Metreveli Valentin Ivanov Viktor Ponedelnik Valentin Bubukin Mikhaïl Meskhi |  |
| Sélectionneur : |  |
| G. Kachalin |  |

| Yougoslavie · |  |
| Titulaires : |  |
| |  |
| Blagoja Vidinić Vladimir Durković Fahrudin Jusufi Ante Žanetić Jovan Miladinović Željko Perušić Željko Matuš Dražan Jerković Milan Galić Dragoslav Šekularac Bora Kostić |  |
| Sélectionneur : |  |
| A. Tirnanić, L. Lovrić et D. Nikolić |  |

## Statistiques

### Meilleurs buteurs
| Rang | Joueurs | But(s) |
| ---- | --- | ------ |
| 1    | François Heutte Milan Galić Valentin Ivanov Viktor Ponedelnik Dražan Jerković                               | 2      |
| 5    | Jean Vincent Maryan Wisnieski Tomislav Knez Ante Žanetić Vlastimil Bubník Ladislav Pavlovič Slava Metreveli | 1      |

### Joueur clé
L'UEFA a désigné le russe Viktor Ponedelnik comme joueur clé de la compétition.

### Équipe-type
| Gardien    | Défenseurs                        | Milieux                                   | Attaquants                                                                        |
| ---------- | --------------------------------- | ----------------------------------------- | --------------------------------------------------------------------------------- |
| Lev Yashin | Vladimir Djurković Ladislav Novák | Igor Netto Josef Masopust Valentin Ivanov | Slava Metreveli Milan Galić Viktor Ponedelnik Dragoslav Šekularac Borivoje Kostić |